# Катастрофа в Капруне
Катастрофа в Капруне — пожар, случившийся 11 ноября 2000 года на фуникулёре в Австрии, при подъёме на альпийский курорт. Всего погибло 155 человек.

## Предыстория
Фуникулёр был открыт в 1974 году. С 1993 года поезд был модернизирован: вагоны приобрели футуристический вид, поставлена гидравлическая система и кабинные обогреватели для контролёров. Поезда перевозили более 1000 человек в день. Состав поднимается под углом в 30 градусов со скоростью 25 км/час без двигателей на одной лишь лебёдке.

## Катастрофа
11 ноября 2000 года горючее масло (всего было 120 литров) попало в неисправный обогреватель в приборной панели (обогреватель был бытовой и не был предназначен для установки на транспорте, трубы с гидравлическим маслом проходили прямо через обогреватель, масло попало на нагревательный элемент), когда поезд со 161 пассажиром ещё был на станции. Из-за этого загорелась задняя кабина контролёра, в которой никого в тот момент не было. Пассажиры стали задыхаться токсичным дымом с угарным газом. В вагоне не было стоп-крана, детекторов дыма, устройств связи с проводником, средств экстренного открытия дверей силами пассажиров, а огнетушители были в запертой кабине.
Поезд неожиданно остановился через 600 метров после входа в тоннель. Это произошло автоматически из-за снижения давления в тормозной системе. Загорелся пластиковый пол и вытекшее масло. 12 человек разбили стекло лыжной палкой и спустились на 600 метров вниз по тёмному тоннелю. Это были единственные выжившие в двух поездах. Среди них был человек, много лет служивший пожарным, он помог принять правильное решение. За это время выгорел 16-киловольтный кабель под рельсами, и на всём курорте отключилось электричество. Контролёр открыл двери вагона вручную. 149 человек пошли вверх в направлении дыма, так как внизу горели задние вагоны, но они не прошли и двух сотен метров (в основном не более 15 метров). Ни один из 149 пошедших вверх пассажиров не выжил. Останки некоторых можно было опознать только по ДНК. В параллельно идущем вниз поезде погибли один проводник и единственный пассажир. Дым на скорости 144 км/ч поднялся на 2,5 километра вверх по тоннелю до станции и ресторана, где убил ещё 3 человек.
После катастрофы и расследования фуникулёр восстанавливать не стали, а оставшиеся от него станции переделали для использования кабинного подъёмника «Глетчерджет 1».